# مدة اختبار
مدة الاختبار تعني في بيئة العمل حالةً تُمنح للموظفين الجدد والمتدربين في شركة أو عمل تجاري أو منظمة. تسمح هذه الحالة للمشرف أو مسؤول التدريب أو المدير بتقييم تقدم ومهارات الموظف الجديد، وتحديد المهام المناسبة، ومراقبة الجوانب الأخرى للموظف مثل الصدق والموثوقية والتفاعلات مع زملاء العمل أو المشرفين أو الجمهور.
يُجرى الاختبار في الشركات والمؤسسات التجارية، وتُقام برامج مماثلة في منظمات أخرى مثل الكنائس أو الجمعيات أو الأندية، حيث يجب على الأعضاء اكتساب الخبرة قبل أن يصبحوا أعضاء كاملين أو دائمين.
تختلف مدة الاختبار كثيرًا حسب المنظمة أو المؤسسة، فقد تستمر من 30 يومًا إلى عدة سنوات. قد تتغير مستويات الاختبار في الحالات التي تستغرق عدة سنوات بمرور الوقت. إذا أظهر الموظف وعدًا وأداءً جيدًا خلال مدة الاختبار، فعادةً ما يُزال من حالة الاختبار، وقد يُمتح زيادة أو ترقية (بالإضافة إلى الامتيازات الأخرى، حسبما تحددها المنظمة). تُعرف مدة الاختبار عادةً في كتيب موظفي المنظمة، والذي يُمنح للعمال عندما يبدؤون العمل أول مرة.

## الأسماء
وتسمى أيضًا: فترة الاختبار أو مدة التجربة أو فترة التجربة